# Леополд фон Берхтолд
Леополд фон Берхтолд (Беч, 18. април 1863 — Peresznye, 21. новембар 1942) је био аустроугарски политичар, дипломата и државник који је био министар спољних послова Аустроугарске на почетку Првог светског рата.